# Capdrot
Capdrot ist eine französische Gemeinde mit 461 Einwohnern (Stand 1. Januar 2022) im Département Dordogne in der Region Nouvelle-Aquitaine (vor 2016: Aquitanien). Sie gehört zum Arrondissement Bergerac und zum Kanton Lalinde.
Der Name lautet in der okzitanischen Sprache Cap Dròt, der „Quelle des Dropt“ bedeutet und auf die geografische Lage hinweist.
Die Einwohner werden Capdrotiens und Capdrotiennes oder Capdrotois und Capdrotoises genannt.

## Geographie
Capdrot liegt ca. 40 Kilometer südöstlich von Bergerac in der Region Bergeracois der historischen Provinz Périgord am südlichen Rand des Départements.
Umgeben wird Capdrot von den Nachbargemeinden:
| Marsalès  | Saint-Marcory Pays de Belvès                | Salles-de-Belvès |
| Monpazier | Kompassrose, die auf Nachbargemeinden zeigt | Mazeyrolles      |
| Gaugeac   | Soulaures                                   |                  |

Capdrot liegt im Einzugsgebiet des Flusses Garonne.
Der Dropt, ein Nebenfluss der Garonne, entspringt in Capdrot, ebenso wie seine Zuflüsse, der Ruisseau du Moulin Neuf und der Ruisseau de Moulinio. Der Soulauret, ein weiterer Nebenfluss des Dropt, entspringt hingegen in der südlichen Nachbargemeinde Soulaures und durchquert das Gebiet der Gemeinde Capdrot.

## Geschichte

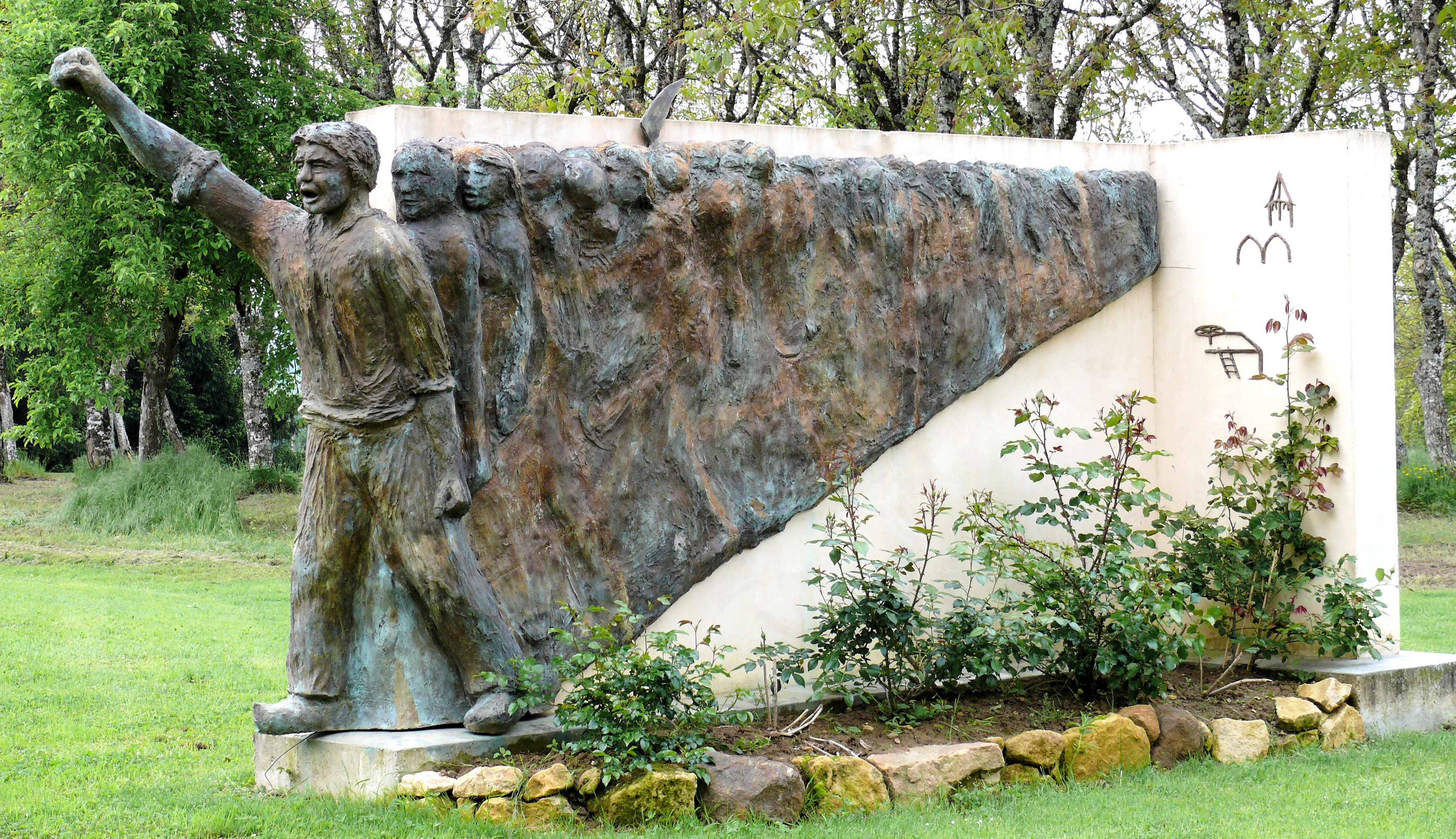
Monument zum Andenken an die Bauernaufstände

Der Ort ist seit sehr langer Zeit besiedelt, wie eine archäologische Fundstätte mit Artefakten aus der Urgeschichte und Entdeckungen belegen, die 1994 bei der Kirche gemacht wurden. Dort wurden ein monumentaler Sockel einer Statue, römische Münzen, darunter eine mit der Abbildung des römischen Kaisers Probus, und ein kleiner, aus Gagat geformter Kopf gefunden, die aus dem dritten Jahrhundert datieren. Es wird vermutet, dass sich am Standort der heutigen Kirche eine römische Villa und ein römischer Tempel befanden.
Nachdem die Christianisierung in der Region Einzug gehalten hatte, wurde eine erste Kirche aus Holz und Lehm im siebten Jahrhundert an der Stelle des Tempels gebaut. Im Jahre 849 plünderten Wikinger aus Dänemark die Kirche und steckten sie in Brand. Sie wurde aus Stein mit Sichtmauerwerk und mit romanischem Gewölbe wieder aufgebaut. Der Chor dieser einfachen Kirche war mit einem Kreuzgratgewölbe gedeckt und bildet die Krypta der heutigen Kirche. In ihr konnten Wandmalereien mit Darstellungen von Tatzenkreuzen teilweise bewahrt werden. Im Mittelalter war Capdrot eines der wichtigsten religiösen Zentren des Périgords. Vor dem Jahr 1000 bestimmte das Erzpriestertum über mehr als 60 Pfarrgemeinden. Zu Beginn des 12. Jahrhunderts barg die Pfarrkirche von Capdrot eine „schwarze“ Jungfrau, eine Marienverehrung, wie sie an vielen Orten zwischen dem 10. und dem 13. Jahrhundert aufkam. Nach und nach wurde die Kirche ein Wallfahrtsort, an dem sich Tausende von Gläubigen versammelten. Zahlreiche Pilger auf dem Jakobsweg in Richtung von oder nach Santiago de Compostela machten zudem einen Halt in Capdrot. Der Zulauf der Wallfahrer und Pilger erforderte den Bau einer größeren Kirche mit drei Absiden im 12. Jahrhundert, die die frühere Kirche umschloss. Die Wohnungen der Kanoniker, das Refektorium, der Kapitelsaal und die Bibliothek befanden sich nördlich des Kirchenbaus. Das Konventgebäude war mit der Kirche über einen ogivalen Eingang in der nördlichen Apsis verbunden. Gleichzeitig muss das 12. Jahrhundert mit Gefahren verbunden gewesen sein, denn es wurde eine 1,80 m dicke Mauer um den Kirchplatz errichtet. Eine technische Verbesserung der Pflüge und günstige klimatische Verhältnisse brachten eine Vergrößerung der Bevölkerung mit sich. Capdrot zählte 3.000 Einwohner um 1300.
Papst Johannes XXII. gründete am 23. Mai 1318 ein Stift. Das Kapitel erhielt ein Stimmrecht zur Ernennung des Bischofs von Sarlat. Dies war nicht von langer Dauer und Capdrot wurde auch in die Auseinandersetzung im Rahmen des Avignonesischen Papsttums hineingezogen, denn am 29. Mai 1343 verlor das Kapitel dieses Stimmrecht. Die Größe der Gemeinde verkleinerte sich angesichts zweier Mangeljahre 1333 und 1334, mit dem Beginn des Hundertjährigen Kriegs und der Pestepidemie von 1349, die allein zwei Drittel der Dorfbevölkerung auslöschte. Capdrot besaß keine Stadtmauern und wurde fünfmal geplündert, mal von englischen, ein anderes Mal von französischen Truppen. Der große Frost von 1363, der Nussbäume und Kastanien schädigte, und die Verwüstung des Stifts schwächten Capdrot weiter. Im Jahre 1390 wurde die Kirche durch Feuer zerstört, der romanische Glockenturm stürzte ein. Als die Lage sich nach und nach gerade besserte, erfasste eine weitere Pestwelle den Ort zu Beginn des 15. Jahrhunderts. Das Erdbeben von 1490 zerstörte teilweise die Wohnungen der Kanoniker und beschädigte das Stift. Die Kanoniker ersuchten den Bischof um einen Umzug nach Monpazier, den viele in der Folgezeit durchführten.
Im 16. Jahrhundert zogen wieder mehr Menschen in die Bauernhöfe und in die Häuser des Zentrums ein. Der Weinbau blühte, das Eisen ließ sich gut verkaufen und das Handwerk entwickelte sich trotz der Steuererhöhungen durch den französischen König Franz I., der Geld für die Finanzierung seiner Kriege benötigte. Die Hugenottenkriege machten alle positiven Entwicklungen zunichte. Protestantische Truppen unter der Leitung der beiden Calvinisten La Clauzade und Lauzerte griffen im Oktober 1574 die Kirche an, sperrten einen Teil der Dorfbewohner und drei Kanoniker dort ein, und steckten die Kirche in Brand, nachdem sie von dort 36 Kelche aus Gold mitgenommen hatten. Im restlichen Dorf wurde ebenfalls Feuer gelegt, das drei Tage lang tobte. Die Pfarrkirche wurde ein weiteres Mal wieder aufgebaut, wenn auch im kleineren Umfang. Der Erzpriester Johannes Cambon leitete der Neubau des Langhauses auf den Ruinen im Jahre 1588. Im 17. Jahrhundert überstieg die Höhe der Steuern wieder einmal dessen, was die Bauern zu geben imstande waren. Julien Buffarot, ein Weber aus Capdrot, machte sich zum Sprecher eines Aufstands der Bauern. Bernard de Nogaret de La Valette d’Épernon wurde zur Unterdrückung der Rebellion von Kardinal Richelieu berufen. Julien Buffarot wurde kampflos an der Spitze seiner 4.000 Männer von einem Leutnant des Herzogs von Épernon gefangen genommen und am 6. August 1637 zum Tode durch Rädern verurteilt.
Bis zur zweiten Hälfte des 18. Jahrhunderts litt das Dorf unter erneuten Wellen der Pest, vor allem aber unter langen, harten Wintern und Hungersnöten. Während sich das Klima normalisierte, geriet die Eisenproduktion unter Druck, da durch einen eingeführten Freihandel im Jahre 1774 das aus England importierte Eisen günstiger als das einheimische zu kaufen war. Die Schmiede versuchten dies durch Quantität auszugleichen. Der Bedarf an Holzkohle stieg, eine umfangreiche Rodung der Wälder setzte ein und das Risiko der Hungersnot erhöhte sich, denn auch die Zahl der Kastanienbäume ging zurück. Zum Glück hielten die Kartoffel und der Mais Einzug in die Landwirtschaft. 1775 erreichte eine Welle der Maul- und Klauenseuche das Dorf. Alle Rinder mussten gekeult werden und standen somit nicht mehr für den Ackerbau zur Verfügung, und die Preise für Getreide und Brot stiegen. Die Französische Revolution hatte indes keinen größeren Einfluss auf den Alltag in Capdrot.
1875 befiel die Reblaus die Weinberge der Gemeinde, die bis dahin eine Anbaufläche von rund 1.000 Hektar umfasste. Hunderte verloren ihre Arbeit und verließen Capdrot. Zwischen 1920 und 1945 hielt der Anbau von Tabak Einzug in die Landwirtschaft und jeder Bauernhof hatte seine Einrichtung zur Trocknung. Zu Beginn des Zweiten Weltkriegs flüchteten viele Bewohner aus dem elsässischen Rhinau nach Capdrot. Während der deutschen Besetzung Frankreichs im Zweiten Weltkrieg kam es in einem damaligen Restaurant in der Nähe der Pfarrkirche zu einer Verhaftung von mehreren Mitgliedern der Résistance. Die deutschen Soldaten steckten anschließend das Schloss Péchegut nordöstlich des Zentrums von Capdrot in Brand, wo weitere Maquis ergriffen wurden. Am 21. Mai 1944 wurden mehrere Bewohner von Capdrot in einer Aktion gegen die Résistance verhaftet.

### Toponymie
Toponyme und Erwähnungen von Capdrot waren:
- Capdracum (1289, Archiv der Gironde),
- Capdrotum (1317),
- Capdrot (1750, 1793 und 1801, Karte von Cassini, Notice Communale bzw. Bulletin des Lois).[8][9][10]

### Einwohnerentwicklung
Nach Beginn der Aufzeichnungen stieg die Einwohnerzahl in der Mitte des 19. Jahrhunderts auf einen Höchststand von 1335. In der Folgezeit sank die Größe der Gemeinde bei kurzen Erholungsphasen bis zu den 1960er Jahren auf 435 Einwohner, bevor sich ein Niveau von rund 500 Einwohnern einstellte, das heute noch gehalten wird.
| Jahr      | 1962 | 1968 | 1975 | 1982 | 1990 | 1999 | 2006 | 2010 | 2022 |
| --------- | ---- | ---- | ---- | ---- | ---- | ---- | ---- | ---- | ---- |
| Einwohner | 505  | 435  | 469  | 467  | 502  | 507  | 485  | 508  | 461  |

## Sehenswürdigkeiten

### Pfarrkirche Notre-Dame-de-l’Assomption

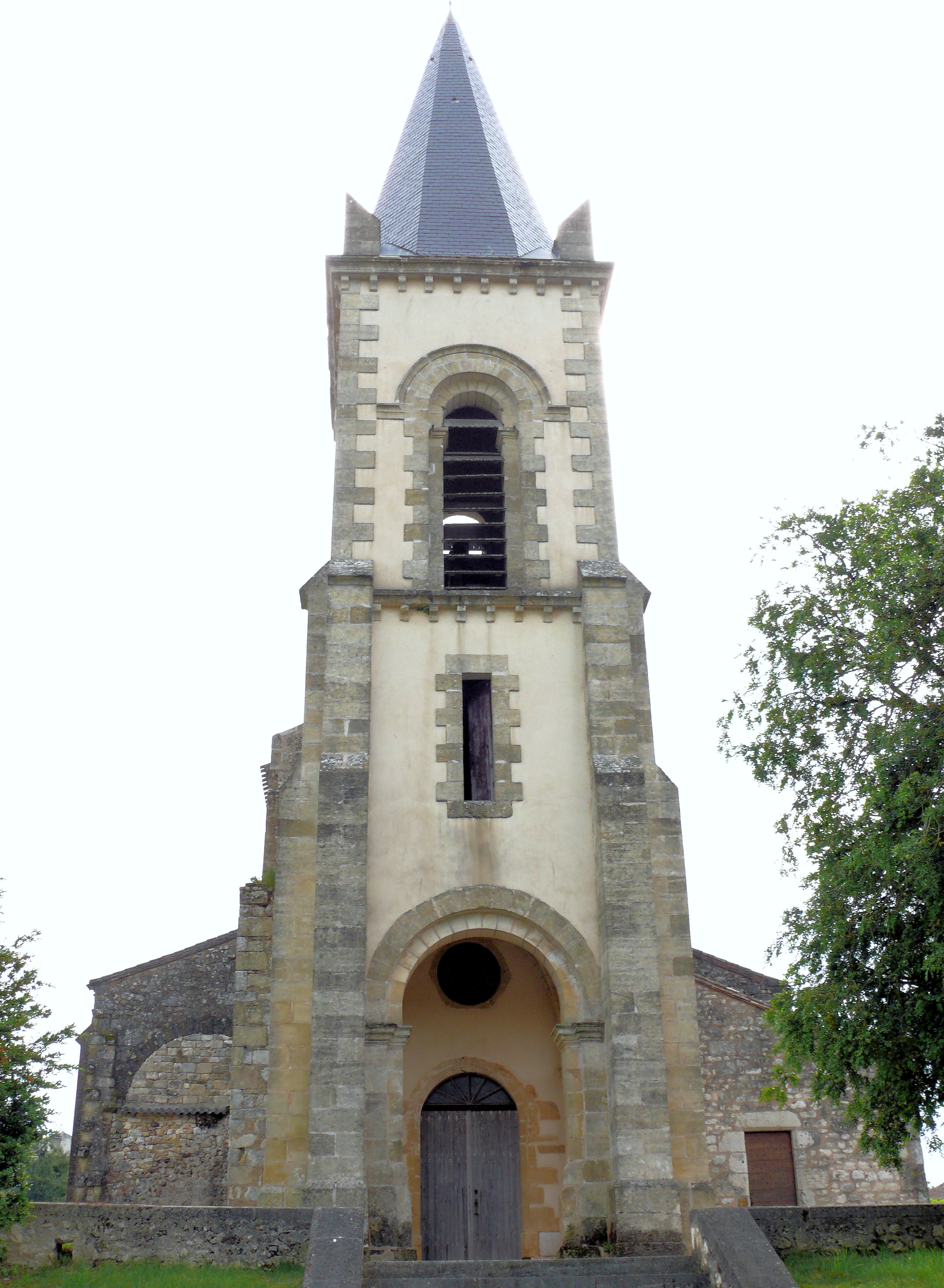
Pfarrkirche Notre-Dame-de-l’Assomption

Das Gebäude ist aus mittlerem Mauerwerksverband aus Kalksteinen errichtet, die aus unweit gelegenen Steinbrüchen aus dem Tal der Vérone stammen. An der südlichen Wand sind insbesondere auf der rechten Seite trotz Reparaturen Verschiebungen des Mauerwerks zu erkennen. Sie sind die Folgen des Erdbebens von 1490. In der südlichen Fassade gewährt ein rundbogenförmiger Eingang Zutritt zum Kircheninneren. Dieser Zugang wurde nachträglich zum traditionellen Eingangsportal an der Westseite in die Fassade eingelassen. Über diesem erhob sich einst ein runder Glockenturm, wie er auf dem Siegel des Stifts dargestellt ist. Der heutige, viereckig gestaltete Glockenturm besitzt rundbogenförmige Fenster und Schallöffnungen und einen Helm. An der Nordseite ist eine Vorsprung des Transepts zu sehen. Der auf ihm sichtbare, heute zugemauerte Bogen verband einst ein nördliches Seitenschiff mit dem letzten Joch vor dem Chor. Die Ostseite ist eine von außen flach abgeschlossene Apsis mit fünf Fenstern. Die drei mittleren Fenster gehören zur ursprünglichen halbrunden Apsis, die beiden äußeren Fenster zu den beiden Apsidiolen, die zusammen in einem Mauerwerk eingebettet sind. Das mittlere Fenster in der Längsachse ist einem Strebepfeiler integriert, ein architektonisches Element, wie es oft in der Region zu sehen ist. Im Inneren öffnet sich das Hauptschiff der Länge von zwei Jochen und der Breite von einem Joch in das Transept. Dieses besitzt eine Breite von drei Jochen, wobei die beiden nördlichen gewölbt sind. Apsis und Apsidiolen sind mit Apsiskalotten versehen. Die südliche Apsidiole ruht auf einer tiefer liegenden Kapelle, die das Aussehen einer Krypta besitzt. Sie ist die Apsis der ersten Kirche und beim Neubau des 17. Jahrhunderts bewahrt und integriert. Im Transept ruht eine zylindrische Säule auf einer Basis aus gallorömischer Zeit. Im südwestlichen Winkel des gleichen Arms des Transepts befindet sich ein Brunnen aus der Zeit des römischen Tempels, der eine Verehrung des Wassers seit früher Zeit  belegt. An der Wand gegenüber der Krypta ist eine Wandmalerei zu sehen, die auf das 16. Jahrhundert datiert wird und die Taufe Jesu durch Johannes den Täufer im Jordan darstellt. Am Eingang der linken Apsidiole befindet sich eine Säule mit Kapitell, die offensichtlich keine Stützfunktion ausübt. Es wird vermutet, dass sie ein Teil des Eingangsportals der früheren Kirche war.

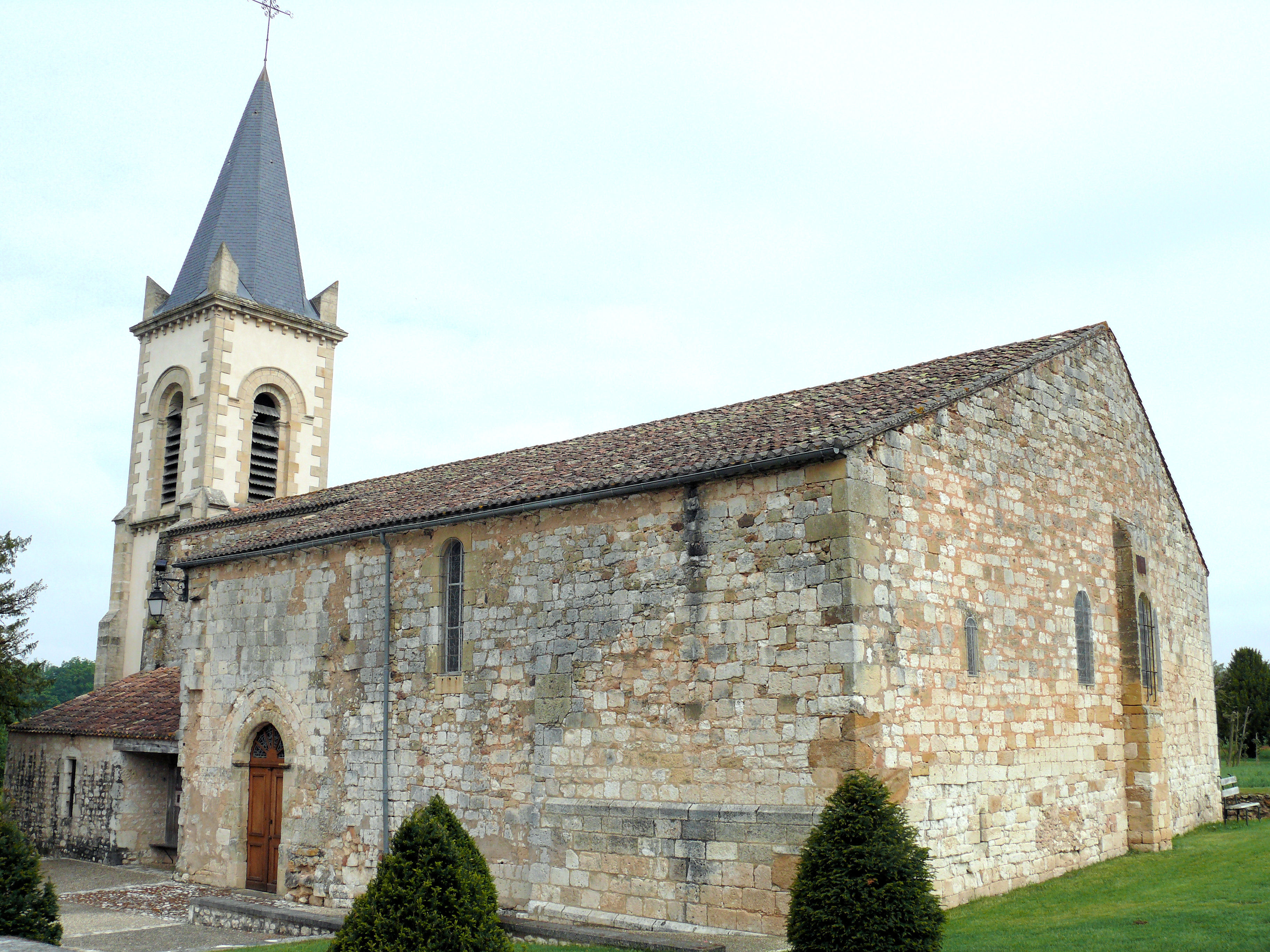
Südseite
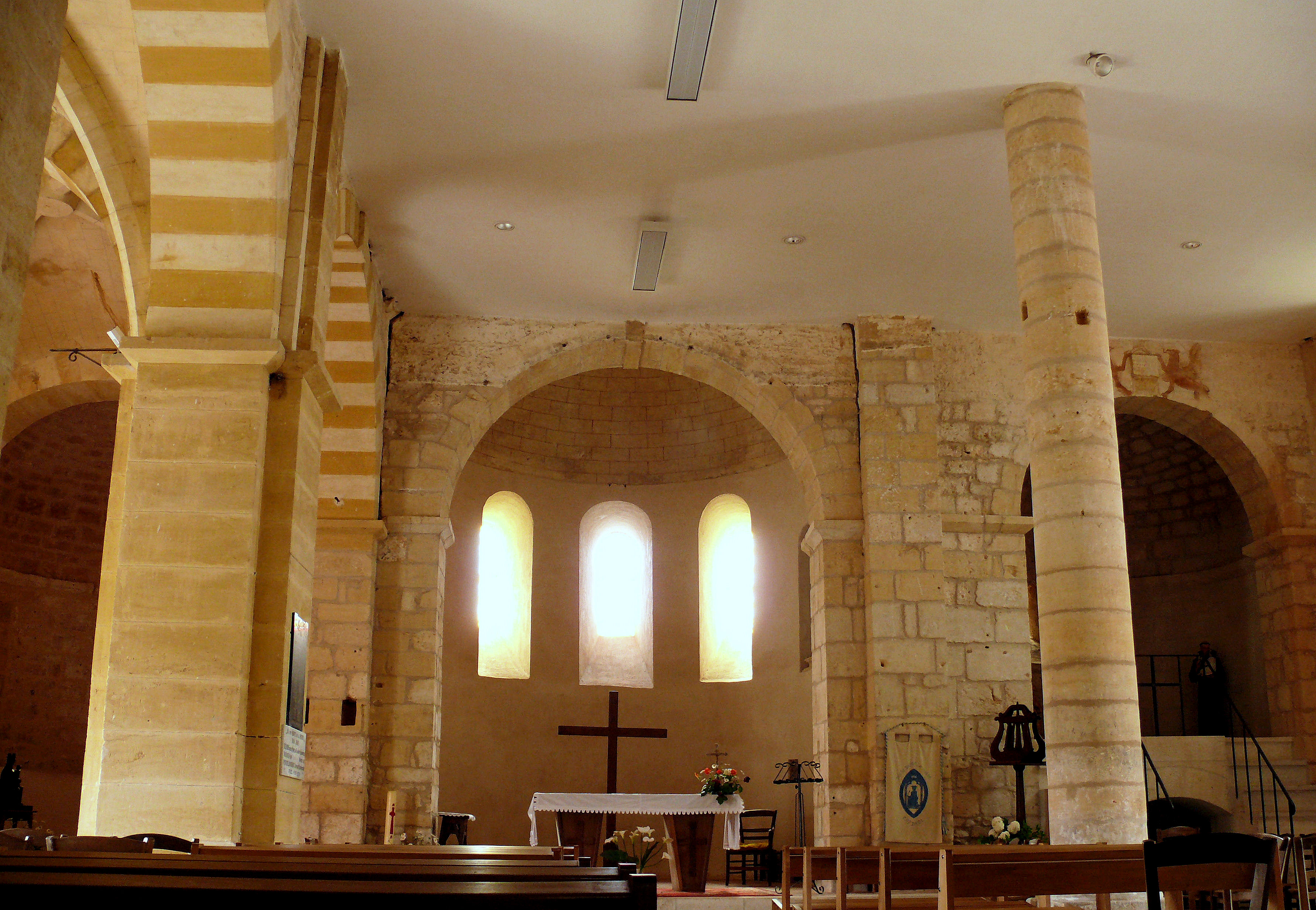
Blick im Transept auf die Apsis und Apsidiolen
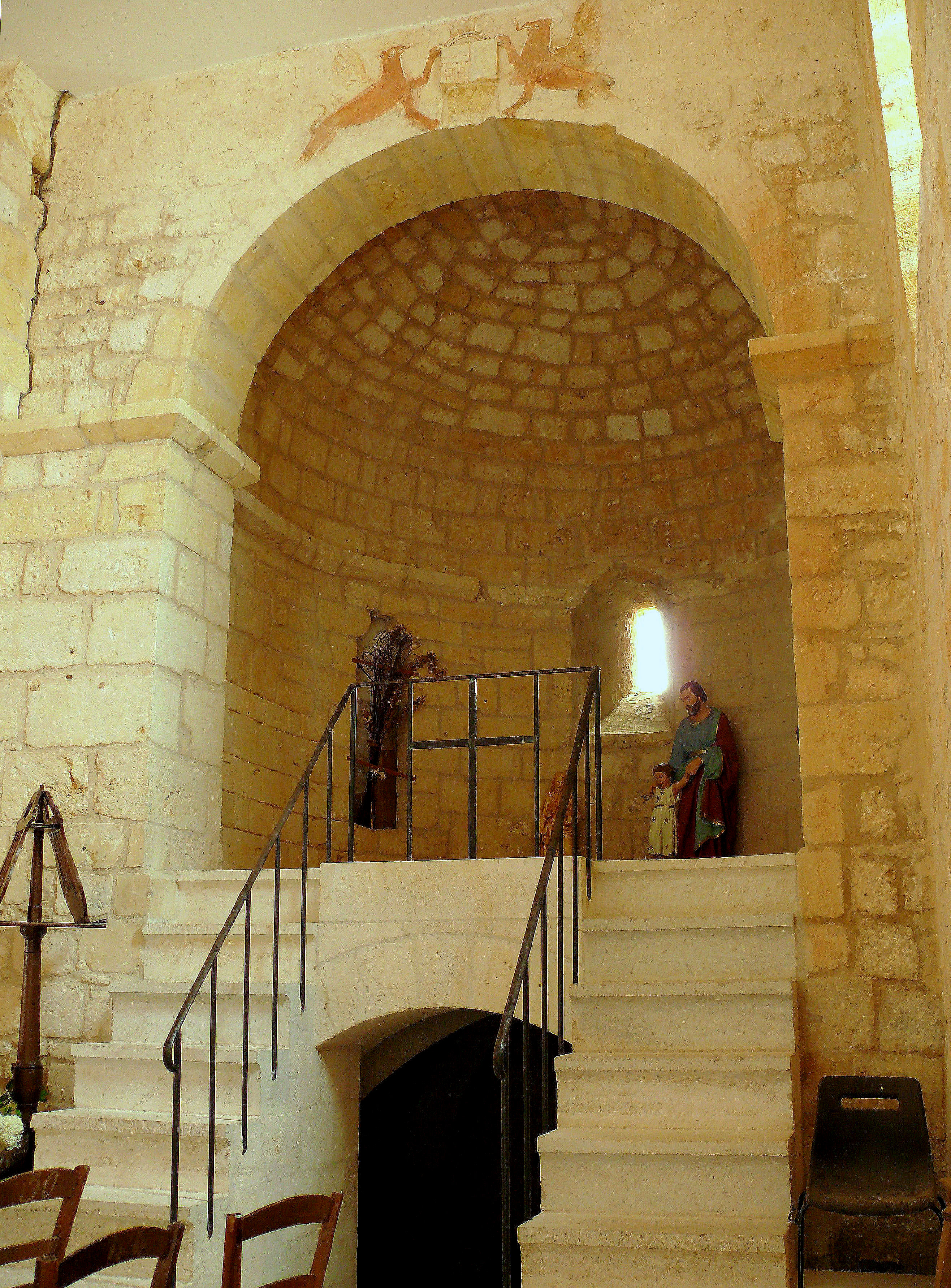
Südliche Apsidiole mit Eingang zur Krypta
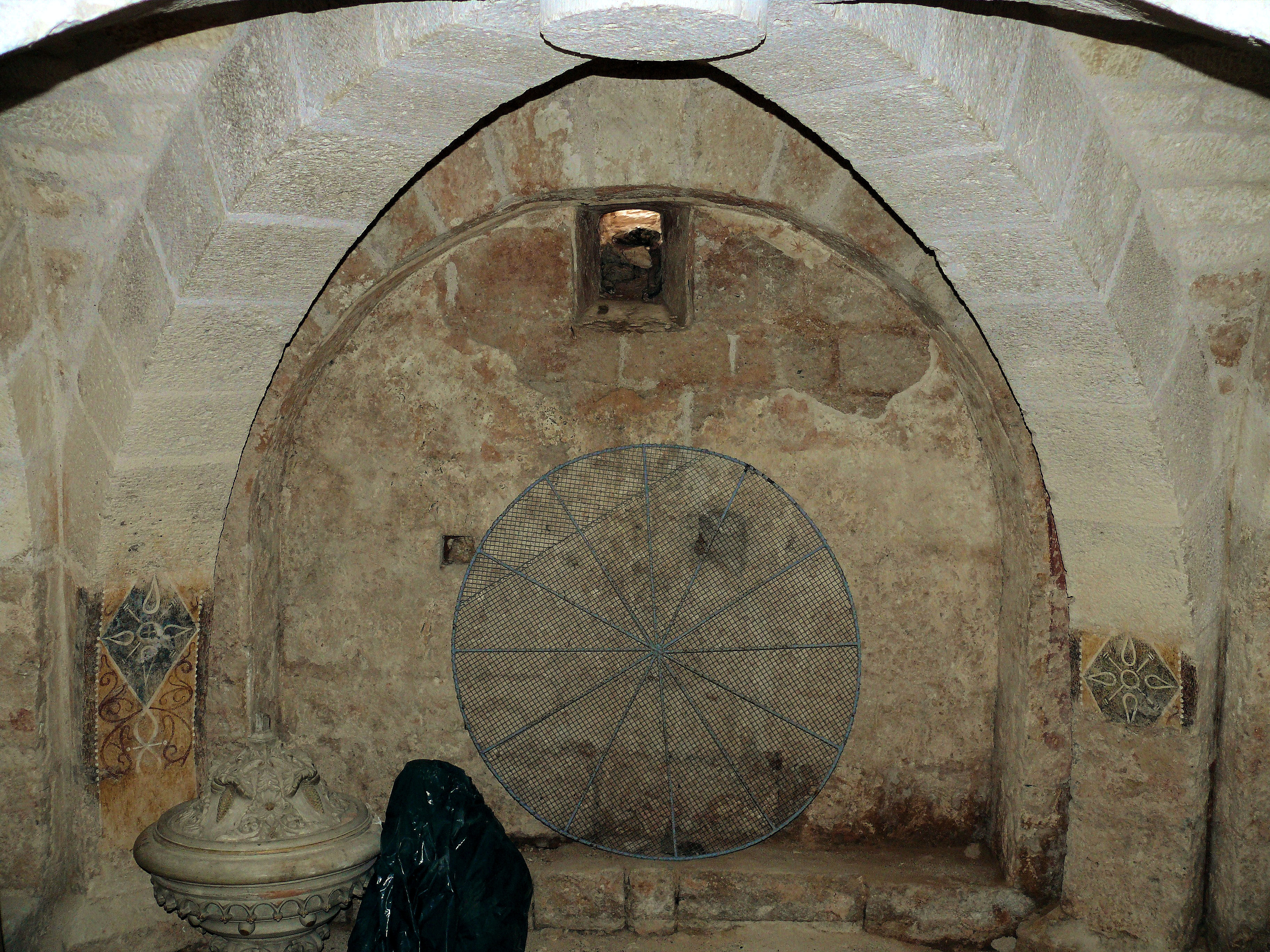
Krypta
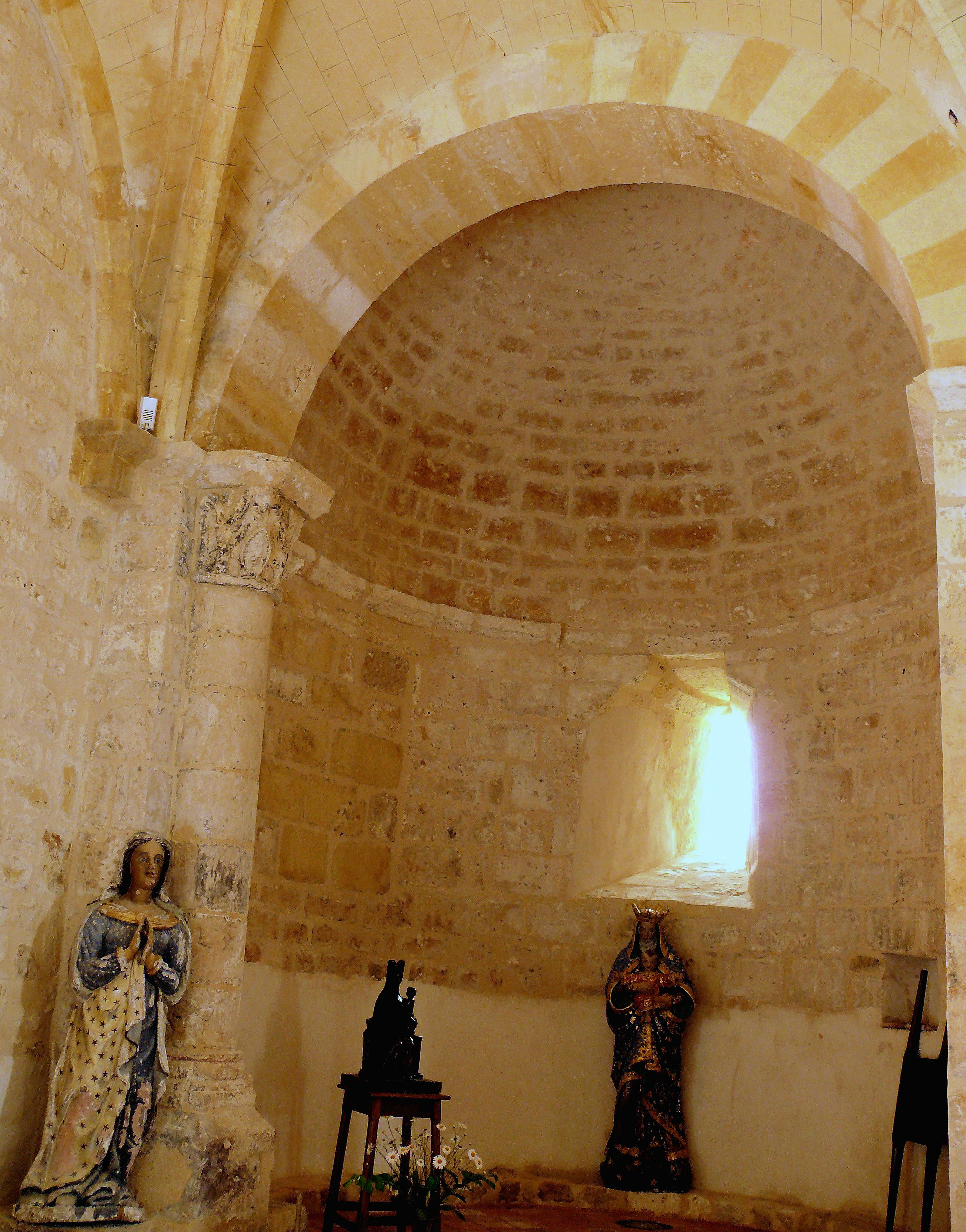
Nördliche Apsidiole
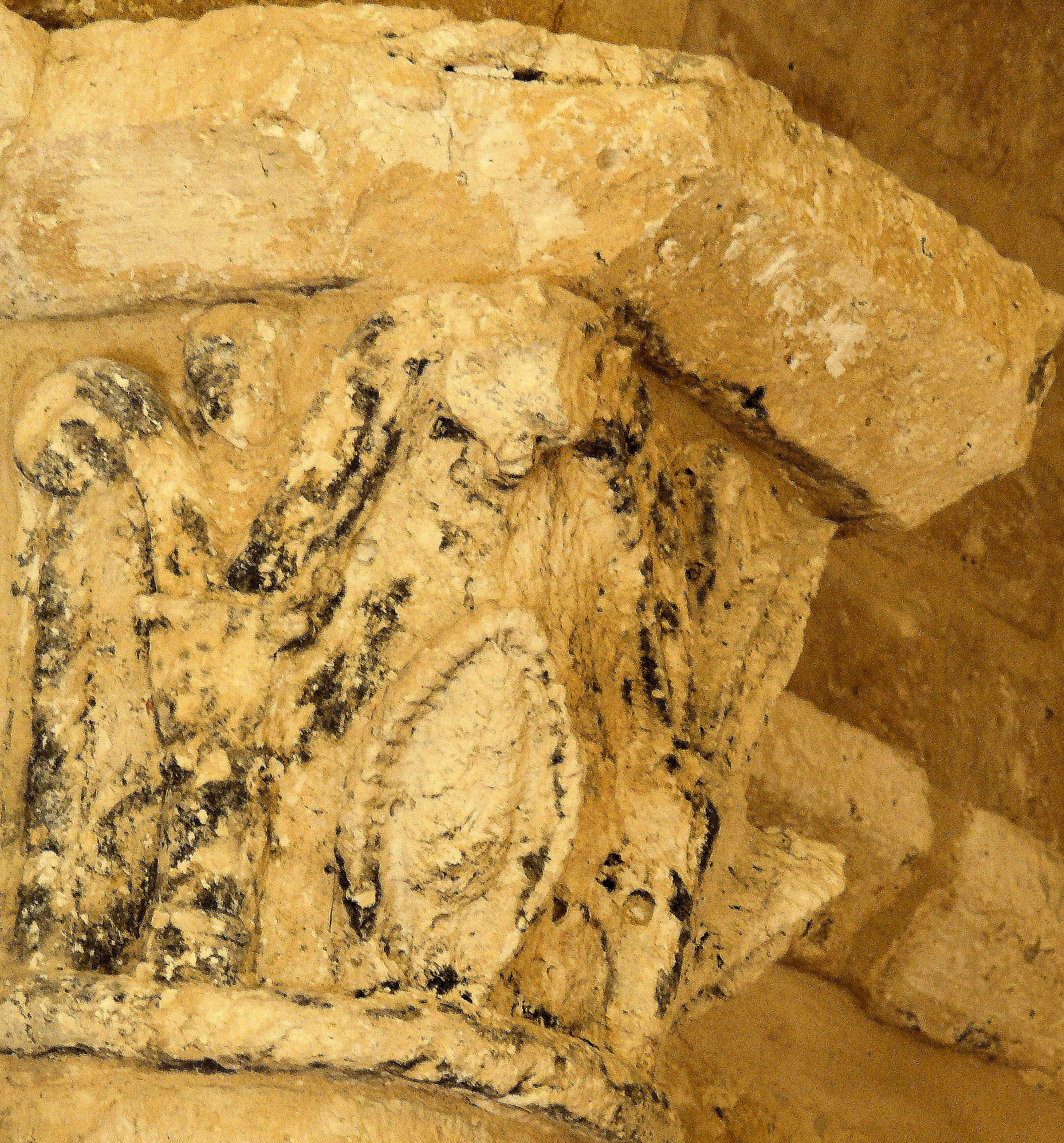
Kapitell der Säule am Eingang der nördlichen Apsidiole
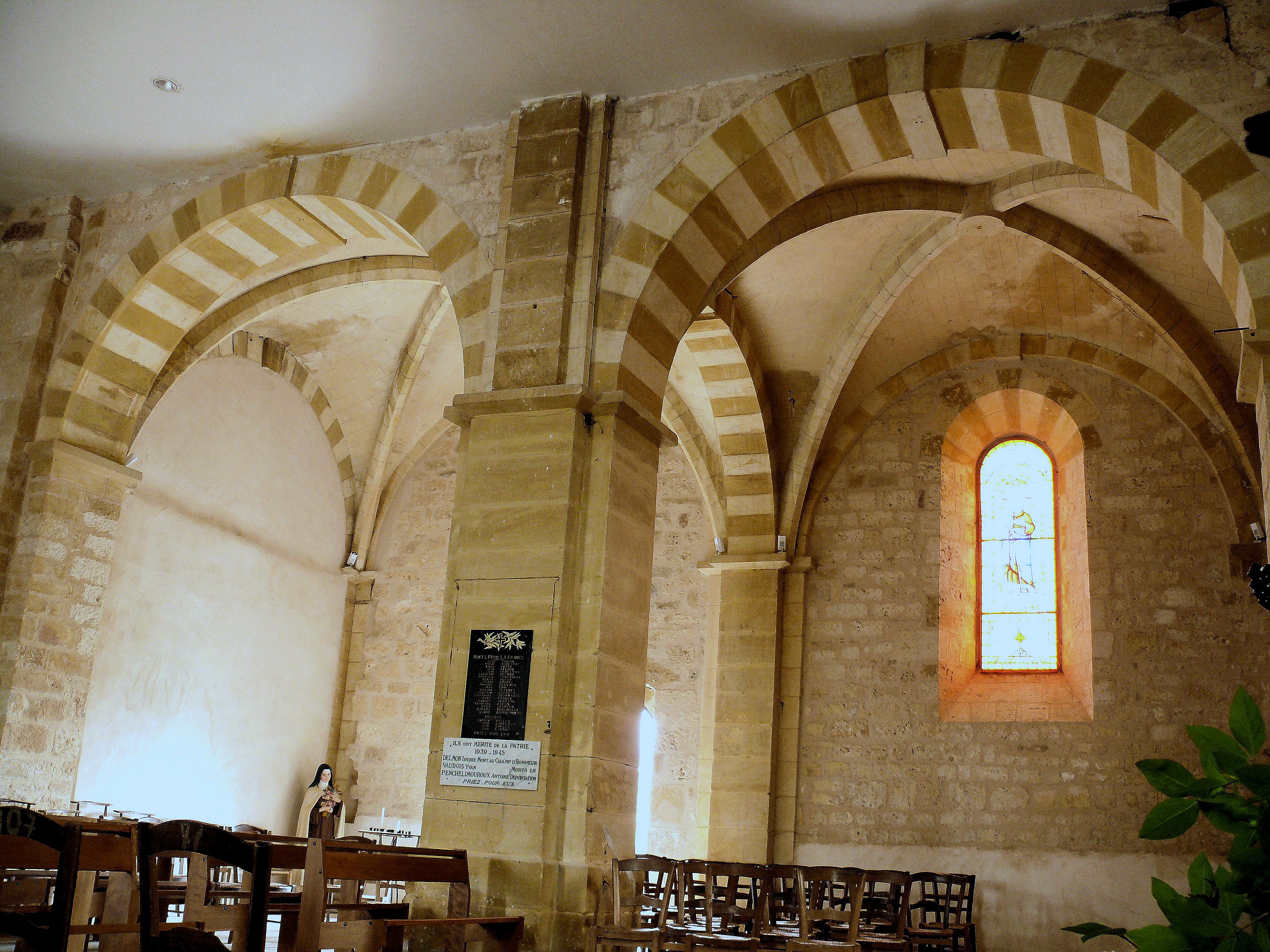
Nördliche Wand des Langhauses

## Wirtschaft und Infrastruktur
Forstwirtschaft, Viehzucht und Ackerbau sind die wichtigsten Wirtschaftsfaktoren der Gemeinde.

### Bildung
Die Gemeinde verfügt über eine öffentliche Vor- und Grundschule mit 24 Schülerinnen und Schülern im Schuljahr 2018/2019.

### Verkehr
Die Route départementale 660, die ehemalige Route nationale 660, durchquert das Gebiet der Gemeinde und verbindet Capdrot im Westen mit Monpazier und darüber hinaus mit der Verkehrsachse Bergerac–Sarlat-la-Canéda, im Osten mit Mazeyrolles und im weiteren Verlauf mit Cahors. Capdrot ist außerdem erreichbar über die Routes départementales 2, 53, 53E3 und 58.

## Persönlichkeiten
Julien Buffarot, gestorben am 6. August 1637 in Monpazier, war Anführer einer der Revolten der Bauern im 16. und 17. Jahrhundert.